# مکلا
مُکَلّا (به عربی: ٱلْمُكَلَّا) یکی از شهرهای آباد کشور یمن است.

## جغرافیا
این شهر دومین شهر بزرگ یمن جنوبی بعد از عَدَن است. مکلا شهری است تاریخی که قدمت آن با حضرموت یکسان است. شهر اَلُمَّکلا  پایتخت استان حضرموت کنونی می‌باشد. این شهر در کرانهٔ دریای عرب واقع شده‌است.

## جمعیت
جمعیت المکلا در حدود ۱۵۰ هزار نفر می‌باشد. از سه گوشه کوه‌های سر بفلک کشیده این شهر را احاطه نموده‌است و راه اصلی آن از طریق عَدَن می‌گذرد.

## محدوده مُکلا
از شمال کوه وشهر تریم، از جنوب کوه و شهر شحر، از مغرب عَدَن، و از سمت مشرق به دریای عرب منتهی می‌گردد.

## القطیعیون ومکلا
در سال ۱۸۶۷ میلادی قبیلهٔ  القطیعیون  این شهر را اشغال نمودند وعاصمهٔ ملک خودشان قرار دادند. سلاطین القطیعیون چند سده بر این منطقه حکمران بودند. هم‌اکنون آثار وبناهایی از ایشان برجای مانده‌است که بسیار شگفت انگیز است. از مهم‌ترین آثار آنان کاخی است بسیار زیبا در ضلع شمالی شهر مکلا، این بنای تاریخی به  قصر السلطان  مشهور است. همچنین بقایا دیواری (سور) در اطراف شهر المُکلا به چشم می‌خورد که به «سور القطیعیون» معروف است. یک کتابخانه عمومی بسیار گسترده در شهر مکلا وجود دارد که به نام «المکتبه السلطانیه» نامیده می‌شده‌است. در چند سال اخیر نام این کتابخانه بزرگ به «المکتبه الشعبیه» تغییر یافته‌است. این کتابخانه شامل ۱۱۳۰۰ جلد کتاب مختلف می‌باشد.

## نگارخانه

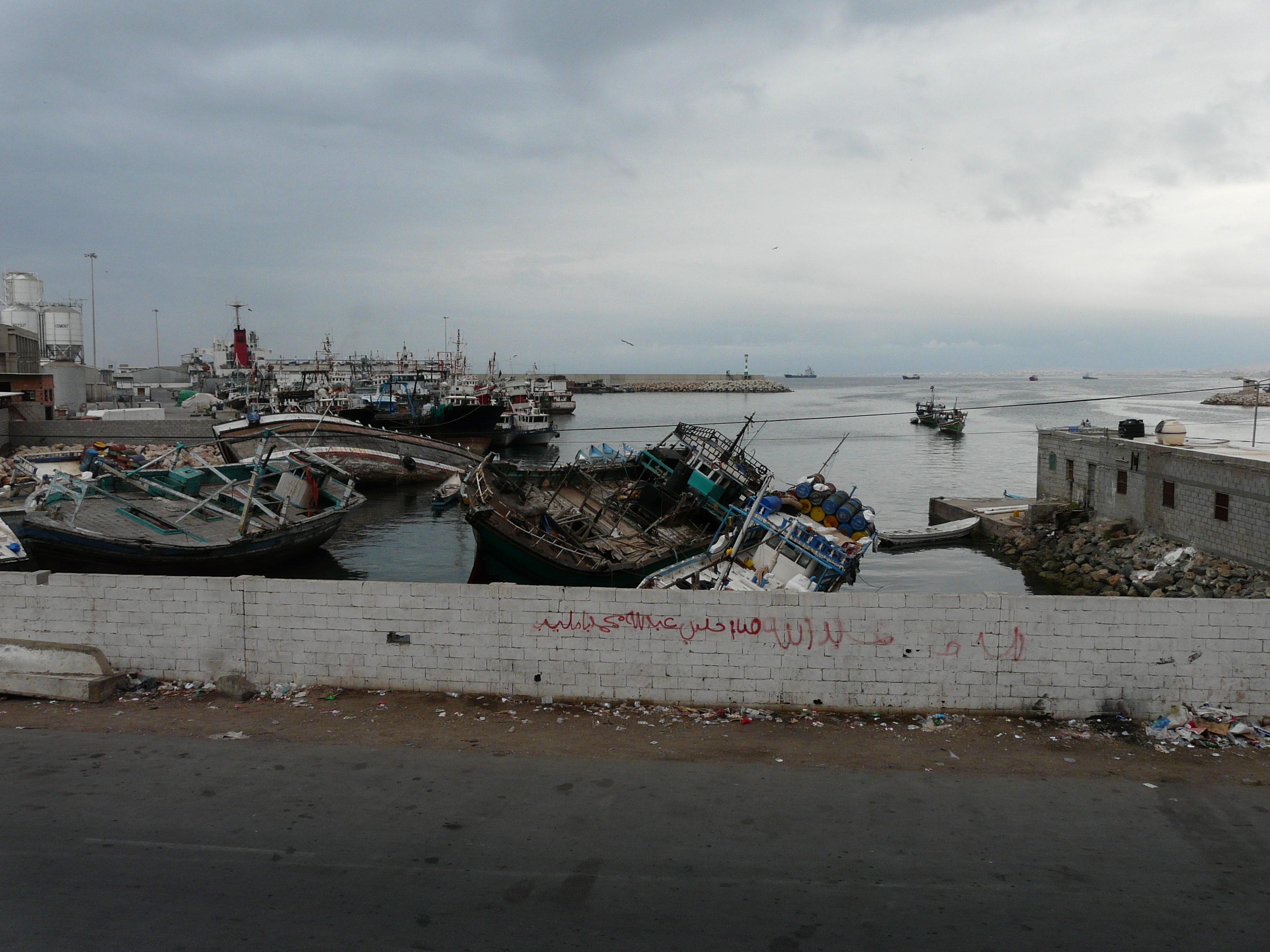
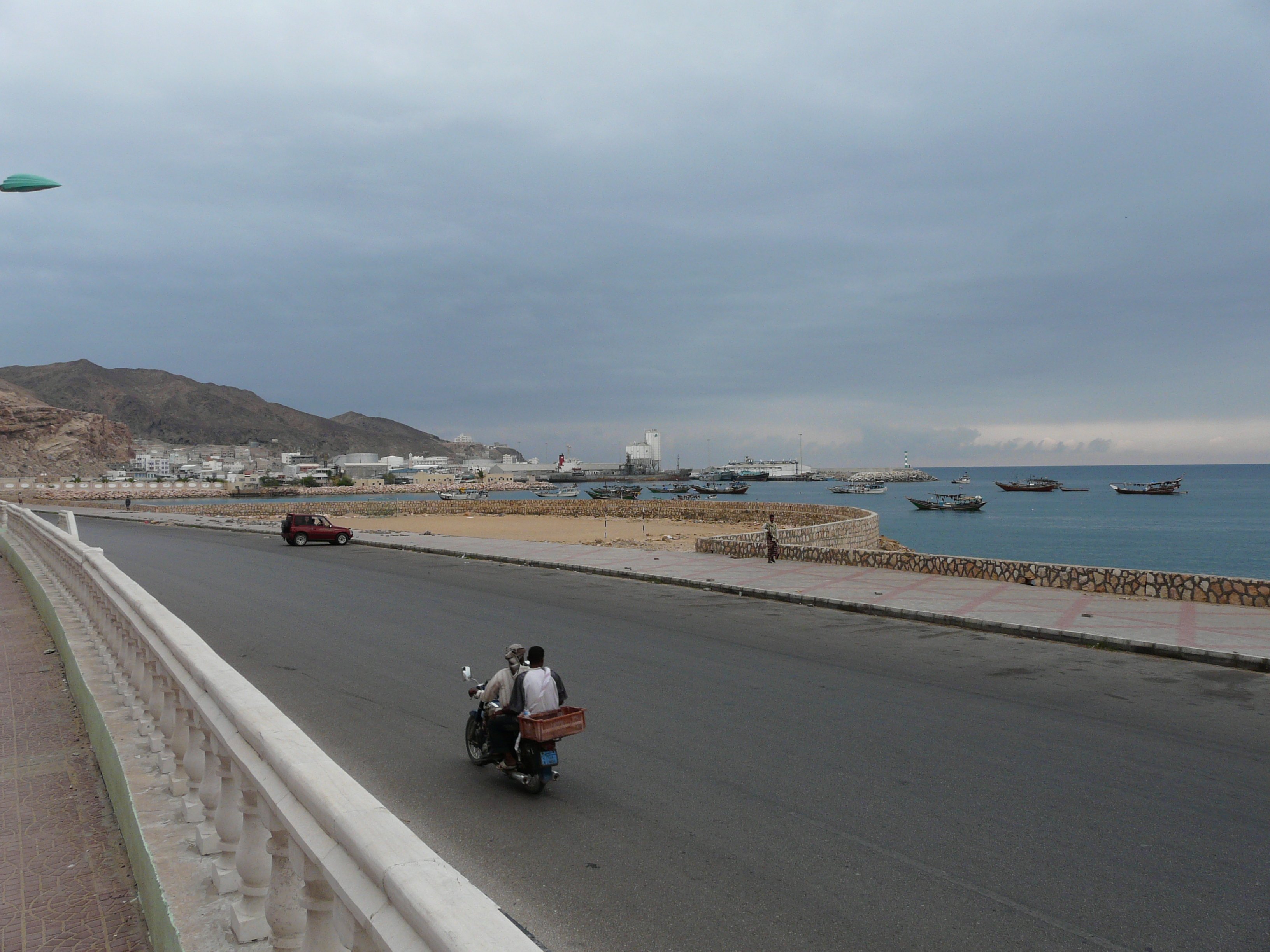